# Championnat d'Ouganda de football 2014-2015
Navigation
Edition précédente Edition suivante
La saison 2014-2015 du Championnat d'Ouganda de football est la 46e édition du championnat de première division ougandais. Cette saison, seize clubs ougandais prennent part au championnat organisé par la fédération.
C'est le club de Vipers SC qui remporte la compétition cette saison après avoir terminé en tête du classement final, avec quatre points d'avance sur le Villa Sports Club et quinze sur le tenant du titre, Kampala City Council. C'est le second titre de champion d'Ouganda de l'histoire du club après celui remporté en 2010.

## Participants
- Bul FC
- Bright Stars FC
- Sadolin Paints FC - Promu de D2
- Entebbe Young Football Club
- Express FC
- Kampala City Council
- Kiira Young FC
- Lweza FC - Promu de D2
- Police Football Club
- KJT-Rwenshama FC - Promu de D2
- Simba FC
- Uganda Revenue Authority SC
- SC Victoria University
- Villa Sports Club
- Soana FC
- Vipers Sports Club

## Compétition

### Classement
Le classement est établi sur le barème de points classique (victoire à 3 points, match nul à 1, défaite à 0). Pour départager les égalités, on tient d'abord compte de la différence de buts générale, puis du nombre de buts marqués, puis des confrontations directes.
| Rang | Équipe                         | Pts | J  | G  | N  | P  | Bp | Bc | Diff |
| ---- | ------------------------------ | --- | -- | -- | -- | -- | -- | -- | ---- |
| 1    | Vipers SC                      | 69  | 30 | 20 | 9  | 1  | 42 | 18 | +24  |
| 2    | Villa Sports ClubC             | 65  | 30 | 19 | 8  | 3  | 50 | 18 | +32  |
| 3    | Kampala City CouncilT          | 54  | 30 | 16 | 6  | 8  | 42 | 21 | +21  |
| 4    | Uganda Revenue Authority SC -3 | 53  | 30 | 15 | 11 | 4  | 48 | 30 | +18  |
| 5    | Bul FC                         | 43  | 30 | 11 | 10 | 9  | 27 | 26 | +1   |
| 6    | Police Football Club           | 40  | 30 | 11 | 7  | 12 | 35 | 29 | +6   |
| 7    | Bright Stars FC                | 38  | 30 | 9  | 11 | 10 | 24 | 25 | -1   |
| 8    | Express FC                     | 38  | 30 | 11 | 5  | 14 | 28 | 31 | -3   |
| 9    | SC Victoria University         | 38  | 30 | 9  | 11 | 10 | 20 | 25 | -5   |
| 10   | Lweza FCP                      | 37  | 30 | 10 | 7  | 13 | 28 | 32 | -4   |
| 11   | Simba FC                       | 37  | 30 | 10 | 7  | 13 | 22 | 27 | -5   |
| 12   | Sadolin Paints FCP             | 37  | 30 | 9  | 10 | 11 | 23 | 32 | -9   |
| 13   | Soana FC                       | 34  | 30 | 9  | 7  | 14 | 32 | 41 | -9   |
| 14   | Kiira Young FC -3              | 31  | 30 | 9  | 7  | 14 | 33 | 39 | -6   |
| 15   | KJT-Rwenshama FCP              | 22  | 30 | 6  | 4  | 20 | 28 | 54 | -26  |
| 16   | Entebbe Young Football Club    | 15  | 30 | 3  | 6  | 21 | 11 | 51 | -40  |

|  | Qualification pour la Ligue des champions de la CAF 2016                             |
|  | Qualification pour la Coupe de la confédération 2016                                 |
|  | Relégation directe en Big League                                                     |
|  | T : Tenant du titre C : Vainqueur de la Coupe d'Ouganda 2015 P : Promu de Big League |

- Uganda Revenue Authority SC et Kiira Young FC reçoivent une pénalité de 3 points pour avoir déclaré forfait lors de la 18e journée.

## Bilan de la saison
| Championnat d'Ouganda de football 2014-2015                        |                             |
| Champion                                                           | Vipers SC (2e titre)        |
| Coupes et trophées                                                 |                             |
| Vainqueur de la Coupe d'Ouganda 2014-2015                          | Villa Sports Club           |
| Qualifications continentales                                       |                             |
| Ligue des champions de la CAF 2016                                 | Vipers SC                   |
| Coupe de la confédération 2016                                     | Villa Sports Club           |
| Promotions et relégations                                          |                             |
| Promus en Championnat d'Ouganda de football                        | Maroons Football Club       |
| Promus en Championnat d'Ouganda de football                        | The Saints FC               |
| Promus en Championnat d'Ouganda de football                        | Jinja Municipal Council     |
| Relégués en Championnat d'Ouganda de football de deuxième division | Kiira Young FC              |
| Relégués en Championnat d'Ouganda de football de deuxième division | KJT-Rwenshama FC            |
| Relégués en Championnat d'Ouganda de football de deuxième division | Entebbe Young Football Club |